# Наєф Аґерд
Наєф Аґерд (фр. Nayef Aguerd; араб. نايف أكرد, нар. 30 березня 1996, Кенітра) — марокканський футболіст, захисник клубу «Вест Гем Юнайтед» і збірної Марокко. На умовах оренди грає за «Реал Сосьєдад».

## Клубна кар'єра
Вихованець клубу ФЮС та Академії футболу Мохаммеда VI. У 2014 році він дебютував за ФЮС у чемпіонаті Марокко, де провів чотири сезони і 2016 року виграв чемпіонат Марокко.
Влітку 2018 року Аґерд перейшов у французький «Діжон». 25 серпня в матчі проти «Ніцци» (4:0) він дебютував в Лізі 1. 7 березня 2020 року в поєдинку проти «Тулузи» (2:1) Наєф забив свій перший гол за «Діжон».
14 серпня 2020 року Наєф Аґерд підписав чотирирічний контракт з іншим французьким клубом «Ренн», який заплатив за гравця 5 мільйонів євро, де відразу став основним гравцем.

## Міжнародна кар'єра
Виступав за молодіжну збірну Марокко до 23 років, у складі якої став фіналістом Турніру в Тулоні у 2015 році.
31 серпня 2016 року Аґерд дебютував у складі національної збірної Марокко в товариському матчі проти збірної Албанії (0:0).
У січні 2018 року потрапив до заявки збірної на тогорічний домашній для марокканців чемпіонат африканських націй, змагання, участь у якому беруть збірні з гравців, що представляють клуби внутрішніх чемпіонатів своїх країн. Збірна Марокко стала переможцем цього змагання, а Аґерд зіграв у 4 матчах турніру.
У складі збірної брав участь у Кубку африканських націй 2021 року в Камеруні, де був основним гравцем і в грі проти збірної Габону (2:2) відзначився автоголом.

## Титули та досягнення
- Переможець Ліги конференцій УЄФА (1):

«Вест Гем Юнайтед»: 2022–23
- Чемпіон Марокко: 2015/16
- Переможець чемпіонату африканських націй: 2018